# V bližini ljudi
V bližini ljudi je deseti album po vrsti skupine Niet in njihov tretji studijski album. Izšel je 14. septembra 2015 pri založbi ZKP RTV Slovenija. Skupina je podobno kot na albumu Rokovnjači za nekatere pesmi uporabila pesnitve tujih pesnikov, in sicer poezijo češkega pesnika Jaroslava Seiferta v pesmi »Ona ne spi (revolucija)« in pesnitev Françoisa Villona (v prevodu Janeza Menarta) v pesmi »Oprosti mi«.

## Kritični odziv
Za revijo Rockline je Aleš Podbrežnik album ocenil s 4 zvezdicami in dejal: »V bližini ljudi je v svoji ekspresiji (inteligentna besedila in glasbeno formatiranje) na nek način tudi nov pristni družbeno kritični odsev blišča in bede dognanj krasnega novega sveta v katerega smo, kot slovenski državljani, nepovratno preko grla zabredli že davno tega. Album dostavlja torej preverjeno kvaliteto prepoznavne glasbene špure edinstvenih Niet. Prinaša kup novih skladb, ki bodo po svoji vrednosti in tipskem muzikaličnem značaju skupine kaj kmalu prerasle v koncertne favorite publike.«
Na portalu 24ur.com je bil uvrščen na 6. mesto najboljših domačih albumov leta.

### Priznanja
| objava   | uvrstitev | seznam                     |
| -------- | --------- | -------------------------- |
| 24ur.com | 6.        | Albumi 2015 – domača scena |

## Seznam pesmi
| Št.             | Naslov                           | Dolžina |
| --------------- | -------------------------------- | ------- |
| 1.              | „V bližini ljudi‟                | 2:33    |
| 2.              | „Pejt že stran‟                  | 2:22    |
| 3.              | „Rad imam dež‟                   | 2:42    |
| 4.              | „Mislila sva, da nama bo uspelo‟ | 3:48    |
| 5.              | „Ogledalo‟                       | 2:20    |
| 6.              | „Oprosti mi‟                     | 3:07    |
| 7.              | „Vse je zaman‟                   | 2:33    |
| 8.              | „O, gospod, o, gospa‟            | 2:56    |
| 9.              | „Nebo nad Ljubljano‟             | 1:21    |
| 10.             | „V stanju zanikanja‟             | 1:20    |
| 11.             | „Vidim rdeče‟                    | 2:33    |
| 12.             | „Ona ne spi (revolucija)‟        | 3:17    |
| 13.             | „Žiletka‟                        | 3:06    |
| 14.             | „Slike z vašega pogreba‟         | 3:00    |
| Skupna dolžina: | Skupna dolžina:                  | 37:02   |

## Sodelujoči

### Niet
- Borut Marolt — vokal, spremljevalni vokal
- Igor Dernovšek — kitara, vokal (13), spremljevalni vokal
- Robert Likar — kitara, spremljevalni vokal
- Janez Brezigar — bas kitara, spremljevalni vokal
- Tomaž Bergant - Breht — bobni

### Ostali
- Janez Križaj — mastering